# Liege Lord
Liege Lord es una banda de speed metal y power metal, activa en los años ochenta y considerada uno de los pioneros del género. Fue fundada por Matt Vinci, Anthony Truglio y Frank Cortese. Grabaron tres álbumes de estudio entre 1985 y 1988.

## Discografía

### Estudio
- Freedom's Rise (1985)
- Burn to My Touch (1987)
- Master Control (1988)

### Sencillos y Demos
- Black Lit Knights (1987)
- Demo (1985)

## Músicos
- Joe Comeau (voz)
- Tony Truglio (guitarra)
- Matt Vinci (bajo)
- Danny Wacker (guitarra)
- Frank Gilchriest(batería)